# Gerzence
Gerzence (horvátul: Garešnica) város és község Horvátországban Belovár-Bilogora megyében.

## Fekvése
Belovártól légvonalban 37, közúton 45 km-re délre, a Monoszlói-hegység keleti lejtőin, Szlavónia határán, nagy kiterjedésű erdőktől és tavaktól övezve fekszik.

## A község települései
A községhez Ciglenica, Dišnik, Duhovi, Gerzence, Garešnički Brestovac, Gornji Uljanik, Hrastovac, Kajgana, Kaniška Iva, Kapelica, Mala Bršljanica, Mali Pašijan, Malo Vukovje, Rogoža, Tomašica, Trnovitički Popovac, Uljanički Brijeg, Uljanik, Velika Bršljanica, Veliki Pašijan, Veliki Prokop, Veliko Vukovje és Zdenčac települések tartoznak.

## Története
A régészeti leletek tanúsága szerint a község területe már az őskorban lakott volt. Történelem előtti település maradványai kerültek elő több rétegben a Verőce-Kutenya gázvezeték építésének leletmentő munkálatai során 1989-ben Kapelica falutól délkeletre. Az újkőkoriként meghatározott település maradványai egy 140-145 méter magasságú platón találhatók. A plató észak és északkelet felé a Solarevac-patak irányában meredek lejtésű, míg nyugatra és délre mocsaras terület határolja, így jól védhető volt az ellenséges támadásokkal szemben. A feltárások során a starčevói és a korenovói kultúra leletei, főként nagy számú cseréptöredék került elő.
Gerzence első írásos említése 1277-ből származik, amikor IV. László király a Gerzence körüli birtokot Timoteus zágrábi püspöknek adja. A neves horvát történész Josip Bösendofer 1910-ben kiadott „Crtice iz slavonske povijesti" című művében arról ír, hogy Gerzence már a 12. században templomos hely volt és egyike volt a Sziszek és Verőce között található 12 plébániának. A település nevét a felégetett helyet jelentő régi „garež” főnévre vezetik vissza. A legelfogadottabb magyarázat szerint a tatárjárás idején a lakosság az egyik itteni magaslaton őrhelyet létesített, ahonnan tűzjelekkel riasztottak veszély esetén. Ennek a tűznek a helyéről kapta volna a település a nevét. Ennél azonban valószínűbb az az egyszerű magyarázat, hogy a település égetéssel végzett erdőirtáson keletkezett. A magyar királyok idejében területe a pécsi és a zágrábi püspökség határán feküdt. 1436-ban Ladislav Morović cseréli el itteni birtokát egy pakráci birtokra. A következő írásos forrás 1454-ből származik, amikor az itt élő Passinger nevű nemes V. László király engedélyét kérte garešnicai kúriája megerősítéséhez. 1481-ben Andrija Kapitančić Dišnički foglalta el a települést, de egy év múlva királyi parancsra Bolto Bačan visszavette tőle. 1501-ben a Passinger birtokot Bačan vásárolja meg. A török 1543-ban teljesen elpusztította a települést és környékét, mely 1552 után mintegy száz évre török kézre került. A lakosság legnagyobb része az ország biztonságosabb részeire menekült, másokat rabságba hurcoltak.
A török uralom után a területre a 17. századtól folyamatosan telepítették be a keresztény lakosságot. A 17. század közepén elsősorban a Lonja és a Szávamentéről, majd később Zengg és Lika vidékéről települt be a katolikus horvát lakosság. A település 1774-ben az első katonai felmérés térképén „Dorf Garesnicza” néven szerepel. A Horvát határőrvidék részeként a Kőrösi ezredhez tartozott. Lipszky János 1808-ban Budán kiadott repertóriumában „Garesnicza” (Dolnya és Gornya) néven találjuk.
Nagy Lajos 1829-ben kiadott művében ugyancsak „Garesnicza” néven 160 házzal, 819 katolikus és 4 ortodox vallású lakossal találjuk. A település 1809 és 1813 között francia uralom alatt állt. Az első zsidó családok megérkezésével megnyíltak az első üzletek, fejlődött a kézművesség.
A katonai közigazgatás megszüntetése után Magyar Királyságon belül Horvátország része, Belovár-Kőrös vármegye Garesnicai járásának székhelye lett. A településnek 1857-ben 835, 1910-ben 1.552 lakosa volt. A település fejlődésében sokat jelentett a Belovár-Garešnica vasútvonal megépítése és 1910-es üzembe helyezése. 1913-ban megalakult a Garešnicai Szépítő Egyesület. Gesztenyefasort, virágokat ültettek, műkedvelő egyesület alakult. 1918-ban megalapították a színjátszó csoportot, 1919-ben az ifjúsági egyesületet, 1923-ban a „Garić” labdarúgóklubot, de megkezdte működését a „Hazene“ egyesület is, 1925-ben pedig a „Hrvatski sokol“ egyesület is. 1918-ban felavatták a település első teniszpályáját. 1918-ban az új szerb-horvát-szlovén állam, majd később Jugoszlávia része lett. 1941 és 1945 között a németbarát Független Horvát Államhoz, majd a háború után a szocialista Jugoszláviához tartozott. A háború után a fiatalok elvándorlása miatt lakossága folyamatosan csökkent. 1991-től a független Horvátország része. 1991-ben lakosságának 94%-a horvát nemzetiségű volt. A délszláv háború idején mindvégig horvát kézen maradt. 2011-ben a településnek 3.874, a községnek összesen 11.630 lakosa volt.

## Lakossága
| Lakosság változása | Lakosság változása | Lakosság változása | Lakosság változása | Lakosság változása | Lakosság változása | Lakosság változása | Lakosság változása | Lakosság változása | Lakosság változása | Lakosság változása | Lakosság változása | Lakosság változása | Lakosság változása | Lakosság változása | Lakosság változása |
| ------------------ | ------------------ | ------------------ | ------------------ | ------------------ | ------------------ | ------------------ | ------------------ | ------------------ | ------------------ | ------------------ | ------------------ | ------------------ | ------------------ | ------------------ | ------------------ |
| 1857               | 1869               | 1880               | 1890               | 1900               | 1910               | 1921               | 1931               | 1948               | 1953               | 1961               | 1971               | 1981               | 1991               | 2001               | 2011               |
| 835                | 859                | 906                | 1.131              | 1.432              | 1.552              | 1.747              | 2.086              | 2.090              | 2.326              | 2.330              | 3.002              | 3.731              | 4.308              | 4.252              | 3.874              |

## Nevezetességei
A Sarlós Boldogasszony tiszteletére szentelt római katolikus plébániatemploma 1750 és 1753 között épült. A korabeli feljegyzések szerint a templom nagy áldozatok árán, főként az Ilova-folyó mellett állt és lerombolt Dejanovac várának köveiből épült. Mivel a vár mocsaras helyen épült szekerekkel nem lehetett megközelíteni, ezért köveit kézről kézre adva vitték a helyi polgárok az épülő templomhoz. Eredeti 18. századi berendezéséből sok megmaradt, 1962-ben kulturális műemlékké nyilvánították. A templom elődjét, mely a Lukavec nevű városrészen állt, és amelyet ugyancsak a Sarlós Boldogasszony tiszteletére szenteltek már 1334-ben, majd 1501-ben is említik. A középkori Lukavec falu a Garić-patakba torkolló Leskovac-patak túloldalán feküdt. A templom a török hódításkor a 16. században pusztult el.

## Gazdaság
A helyi gazdaság alapja az ipar és a kereskedelem. A legjelentősebb vállalatok a következők:
- Finag téglagyár
- Modea Nova ruhagyár
- Žarkovo építőanyagkereskedés
- Brestovac fakombinát

A városban minden évben megrendezik az immár hagyományos garešnicai vásárt. Ekkor a városban összegyűlnek az ország jelentős családi gazdaságai és kereskedői. A vásár elsősorban házi készítésű mezőgazdasági termékeket kínál eladásra. A házi termékek mellett a kulturális és népi hagyományok bemutatása is a rendezvény célja.

## Kultúra
- A város kulturális és művészeti szövetségét 2004-ben alapították. Tagjai a KUD „Graničar” kulturális és művészeti egyesület, az FA „Zdenac” folklórcsoport, a „Garešničke Mažoretkinje” mazsorettcsoport, a "Diletanti" amatőr színjátszótársulat, a KUD „Antun Radić” kulturális és művészeti egyesület és az SKD „Prosvjeta” szerb kulturális és művészeti egyesület. Célja a város kulturális rendezvényeinek szervezése és a helyi egyesületek működésének biztosítása. A városban mintegy 300 amatőr és kulturális-művészeti egyesület tevékenykedik a folklórtól az énekkarig, a fúvószenekartól a tamburazenekarig és a színtársulatig. A legjelentősebb kulturális intézmény a Horvát ház, ahol négy kulturális és művészeti egyesület is tevékenykedik. Kis és nagytermében különféle rendezvényeket, kiállításokat, összejöveteleket szerveznek. Jelentős még a 2000-ben megnyitott városi galéria is.
- A városban 1990 óta minden évben megrendezik a „Gariglazbijada” nevű zenei fesztivált, ahol a horvát könnyűzenei élet kiválóságai szórakoztatják a közönséget.
- Ugyancsak évente rendezik meg a garešnicai „Kurbla” oldtimer klub rendezésében az öreg traktorok raliját.
- Szép sikereket ért el Branko Medved vezetésével az elemi iskola kórusa mind a megyei, mind az országos versenyeken.

## Oktatás
Az elemi iskolai képzés mellett a város középiskolájában gimnáziumi és szakiskolai képzés is folyik. Az iskolában vendéglátóipari, kereskedelmi, géplakatos és faipari szakmákban képeznek szakembereket. Néhány éve még gazdasági iskola is működött itt, de mára sajnos bezárták. A városnak sikeres zeneiskolája is van.

## Sport
- Az NK Garić Garešnica labdarúgóklubot 1923-ban alapították.
- A Garešnica-Žarkovo kézilabdaklub történetének legjobb helyezését 2016-ban a horvát első liga északi csoportjában érte el.